# Doklady Akademii Nauk

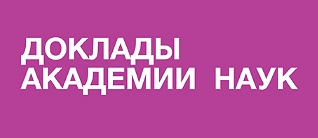

Doklady Akademii Nauk (russe : Доклады Академии Наук, français : Comptes rendus de l'Académie des sciences) est une revue scientifique à comité de lecture de l'Académie des sciences de Russie. Ce journal publie des articles de recherches originales concernant tous les domaines scientifiques. La revue est publiée en russe, mais il y a aussi la traduction en anglais.
Actuellement, le directeur de publication est Yurii S. Osipov (Université d'État de Moscou).

## Histoire
Au cours de son histoire, le journal a plusieurs fois changé de nom :
- Doklady Rossiiskoi Akademii Nauk (russe : Доклады Российской Академии наук, français : Comptes rendus de l'Académie des sciences de Russie), 1922-1925
- Doklady Akademii Nauk SSSR (russe : Доклады Академии наук СССР, français : Comptes rendus de l'Académie des sciences de l'URSS), 1926-1992  (ISSN 0002-3264)

À partir de 1992 est renommé en Doklady Akademii Nauk (russe : Доклады Академии наук, français : Comptes rendus de l'Académie des sciences)  (ISSN 0869-5652). La version anglaise est divisée en sept journaux spécialisés :
- Doklady Biochemistry and Biophysics  (ISSN 1607-6729)
- Doklady Chemistry  (ISSN 0012-5008)
- Doklady Earth Sciences  (ISSN 1028-334X)
- Doklady Biological Sciences  (ISSN 0012-4966)
- Doklady Physics (en)  (ISSN 1028-3358)
- Doklady Mathematics (nl)  (ISSN 1064-5624)
- Doklady Physical Chemistry  (ISSN 0012-5016)